# Інститут Архангела Гавриїла
Інститут Архангела Гавриїла (англ. St. Gabriel Institute) — міжнародна освітня та комунікаційна ініціатива Української греко-католицької церкви (УГКЦ), заснована у Вашингтоні в 2024 році. Метою Інституту є формування нового покоління церковних дипломатів, фахівців із комунікацій, аналітиків і захисників правди про Україну, її культуру, Церкву та гідність у глобальному контексті.

## Історія
Інститут було засновано за рішенням Синоду Єпископів УГКЦ у вересні 2023 року у відповідь на повномасштабне вторгнення Росії в Україну. Гібридний характер війни, зокрема використання інформації як інструменту агресії, засвідчив потребу у підготовці професійних комунікаторів на міжнародному рівні.
Ініціаторами створення виступили Глава УГКЦ Блаженніший Святослав Шевчук і митрополит Філадельфійський Борис Ґудзяк.
Проєкт реалізується у співпраці з:
- Відділом зовнішніх церковних зв’язків УГКЦ,
- Українським католицьким університетом (УКУ),
- Семінарією святого Йосафата у Вашингтоні,
- The Catholic University of America (),
- Georgetown University ().

Інавгурація Інституту відбулася 19 лютого 2025 року у Вашингтоні.

## Місія
Інститут надає молодим лідерам знання і практичні навички для представлення України та УГКЦ на міжнародній арені. Основні напрями діяльності:
- підготовка духовенства і мирян до служіння в умовах міжнародного представництва;
- формування фахівців у сферах церковної та культурної дипломатії, стратегічних комунікацій і міжнародної адвокації;
- сприяння міжрелігійному та міжкультурному діалогу;
- просування духовної дипломатії в глобальному масштабі.

## Назва і покровитель
Покровителем Інституту є архангел Гавриїл — вісник Божої благовісті, який у Святому Письмі сповіщає народження Івана Хрестителя та Ісуса Христа. У трьох авраамічних релігіях — християнстві, юдаїзмі та ісламі — архангел Гавриїл постає як Божий посланець. Його образ символізує місію Інституту — передавати правду світу через служіння, діалог і мудру комунікацію.

## Освітня програма
Онлайн-етап (червень — грудень)
- Учасники: представники єпархій УГКЦ з усього світу;
- Формат: лекції, дискусії, аналітичні та творчі завдання;
- Тематика: історія України, міжнародні відносини, медіа, релігійна свобода, адвокація;
- Умова вступу: письмова рекомендація єпископа.

У 2024 році в онлайн-етапі взяли участь 39 осіб із 18 єпархій УГКЦ у 10 часових поясах. З них 11 продовжили навчання очно у Вашингтоні.
Інтернатура у Вашингтоні (січень — травень)
- Спільне життя і молитва у семінарії святого Йосафата;
- Навчання в The Catholic University of America і Georgetown University;
- Семінари з дипломатами, експертами, науковцями;
- Організація мистецьких подій, конференцій, благодійних заходів;
- Адвокація в Конгресі США, співпраця з Razom for Ukraine.

## Партнерства
- The Catholic University of America — академічна й візова підтримка;
- Georgetown University — академічне партнерство;
- Razom for Ukraine — адвокаційна співпраця;
- Український католицький університет — координація змісту програми.